# 鄭捷彬
鄭捷彬（1980年5月21日—），香港建制派政治人物，現任香港荃灣區議會地區委員會界別議員，曾任荃灣區議會汀深選區議員，曾為新民黨以及公民力量成員，及後跟從田北辰退黨加入實政圓桌。

## 從政

### 2015年香港區議會選舉
2015年香港區議會選舉，鄭捷彬出戰汀深選區，該區吸引到三名候選人，包括代表泛民主派的工黨成員夏希諾，建制方面則有二人，包括時為新民黨成員的鄭捷彬及因與田北辰交惡而退出新民黨的前仁濟醫院主席、新民黨副主席鄭承隆，結果在建制派票源集中在新民黨之下，鄭捷彬以四成六得票當選，夏希諾得到四成一票，而鄭承隆只得一成一票。

### 區議會時期工作（2016－2019年）
在任期間，鄭捷彬曾關注荃灣至屯門沿海單車徑等議題。
2017年4月，田北辰連同6名包括鄭捷彬在內的新界西區議員黨友一同退黨。

### 2019年香港區議會選舉
2019年香港區議會選舉，建制派選情大受反對逃犯條例修訂草案運動影響，鄭捷彬角逐連任，並以「只做實事，唔玩政治」作口號，同時亦有獨立候選人宏荃麟、民主派候選人劉志雄及激進建制派的林勁放爭奪議席，最終鄭捷彬敗於劉志雄，令劉成為自選區成立以來首名泛民議員。

## 資料來源
1. ↑  . 蘋果日報. 2015-09-28  [2020-09-06]. （原始内容存档于2021-06-21）.
2. (PDF). www.elections.gov.hk.   [2020-09-06]. （原始内容存档 (PDF)于2019-11-28）.
3. 1 2  . 香港01 - 區議會選舉2019互動專頁.   [2020-02-06]. （原始内容存档于2020-02-06）.
4. ↑  . on.cc東網. 2019-12-31  [2020-02-06]. （原始内容存档于2020-02-06） （中文（香港））.
5. ↑  . 852郵報. 2017-04-10  [2020-02-06]. （原始内容存档于2020-02-06） （中文（香港））.
6. ↑  . theinitium.com. 2017-04-10  [2020-02-06]. （原始内容存档于2020-02-06）.
7. ↑  . dce2019.appledaily.com.   [2020-02-06]. （原始内容存档于2020-02-06） （中文）.
8. ↑  . www.elections.gov.hk.   [2020-02-06]. （原始内容存档于2019-11-28）.

| 議會席位      | 議會席位                                              | 議會席位      |
| ------------- | ----------------------------------------------------- | ------------- |
| 前任： 陳偉明 | 荃灣區議會 汀深選區區議員 2015年1月1日—2019年12月31日 | 繼任： 劉志雄 |